# Provinsen Chahar
Chahar var en kinesisk provins som utgjorde den östra delen Inre Mongoliet och det sydligaste hörnet låg innanför Kinesiska muren. Provinsens huvudstad var Kalgan och kring år 1947 hade den en yta på 278.955 km2 och en befolkning på c:a 2.034.000 invånare.
Provinsen fick sitt namn från Chaharmongolerna som befolkade en det mongoliska förbundet Sjilijn Gol i Inre Mongoliet under Qingdynastin. Under Republiken Kina blev området var en särskild administrativ region och 1928 blev det en reguljär kinesisk provins. Provinsen utsattes för stor hankinesisk inflyttning och 1937 var endast 32,3 procent av befolkningen etniska mongoler.
Mellan 1937 och 1945 ingick Chahar den japanska lydstaten Mengjiang. 1945 återgick provinsen till kinesiskt styre och 1952 upplöste Folkrepubliken Kina provinsen, vars territorium delades upp mellan Inre Mongoliet, Hebei och Peking. Större delen av de områden som införlivades i Inre Mongoliet ingår idag i förbundet Xilingol.
Även om provinsen i praktiken upphört att existera så markerades den länge på officiella kartor publicerade i Republiken Kina på Taiwan.